# Sabujo-montanhês-da-baviera
Sabujo-montanhês-da-baviera[Nota] (em alemão:  Bayrischer gebirgsschweisshund) é uma raça rara, exceto como companheira de trabalho de caçadores e couteiros alemães, tchecos e eslovacos. É um animal considerado de faro e agilidade inigualáveis, oriundo do cruzamento entre o cão-de-hanôver e cães de pernas curtas da região da Baviera, usado para farejar rastros em florestas de animais feridos, já que o código de honra das caçadas diz que não se deve deixar um morrer só. De adestramento dito fácil, é classificado como de personalidade tenaz, dócil e sensata.